# Orbellia
Orbellia is een geslacht van insecten uit de familie van de afvalvliegen (Heleomyzidae), die tot de orde tweevleugeligen (Diptera) behoort.

## Soorten
- O. barbata (Garrett, 1921)
- O. borisregis Czerny, 1930
- O. cuniculorum Robineau-Desvoidy, 1830
- O. hiemalis (Loew, 1862)
- O. myiopiformis Robineau-Desvoidy, 1830
- O. nivicola Frey, 1913
- O. obscura Gorodkov, 1972
- O. petersoni (Malloch, 1916)